# Kamenná Horka
Pour les articles homonymes, voir Kamenná.
Kamenná Horka (en allemand : Hermersdorf) est une commune du district de Svitavy, dans la région de Pardubice, en Tchéquie. Sa population s'élevait à 355 habitants en 2024.

## Géographie
Kamenná Horka se trouve à 5 km au sud-ouest du centre de Svitavy, à 63 km au sud-est de Pardubice et à 155 km à l'est-sud-est de Prague.
La commune est limitée par Koclířov au nord, par Moravská Třebová à l'est, par Sklené au sud, et par Hradec nad Svitavou et Svitavy à l'ouest.

## Histoire
La première mention écrite du village date de 1270.

## Galerie

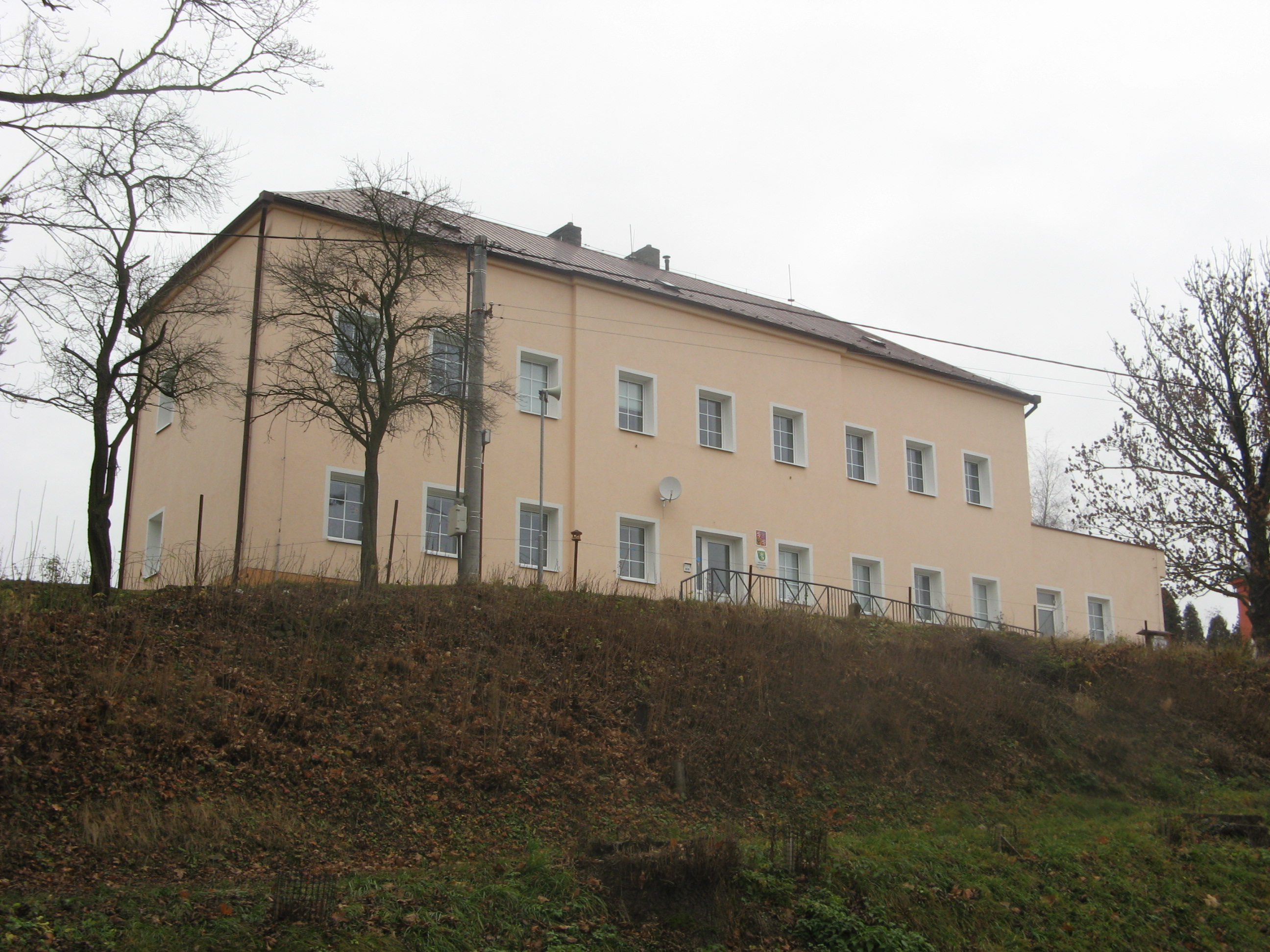
La mairie et l'école.
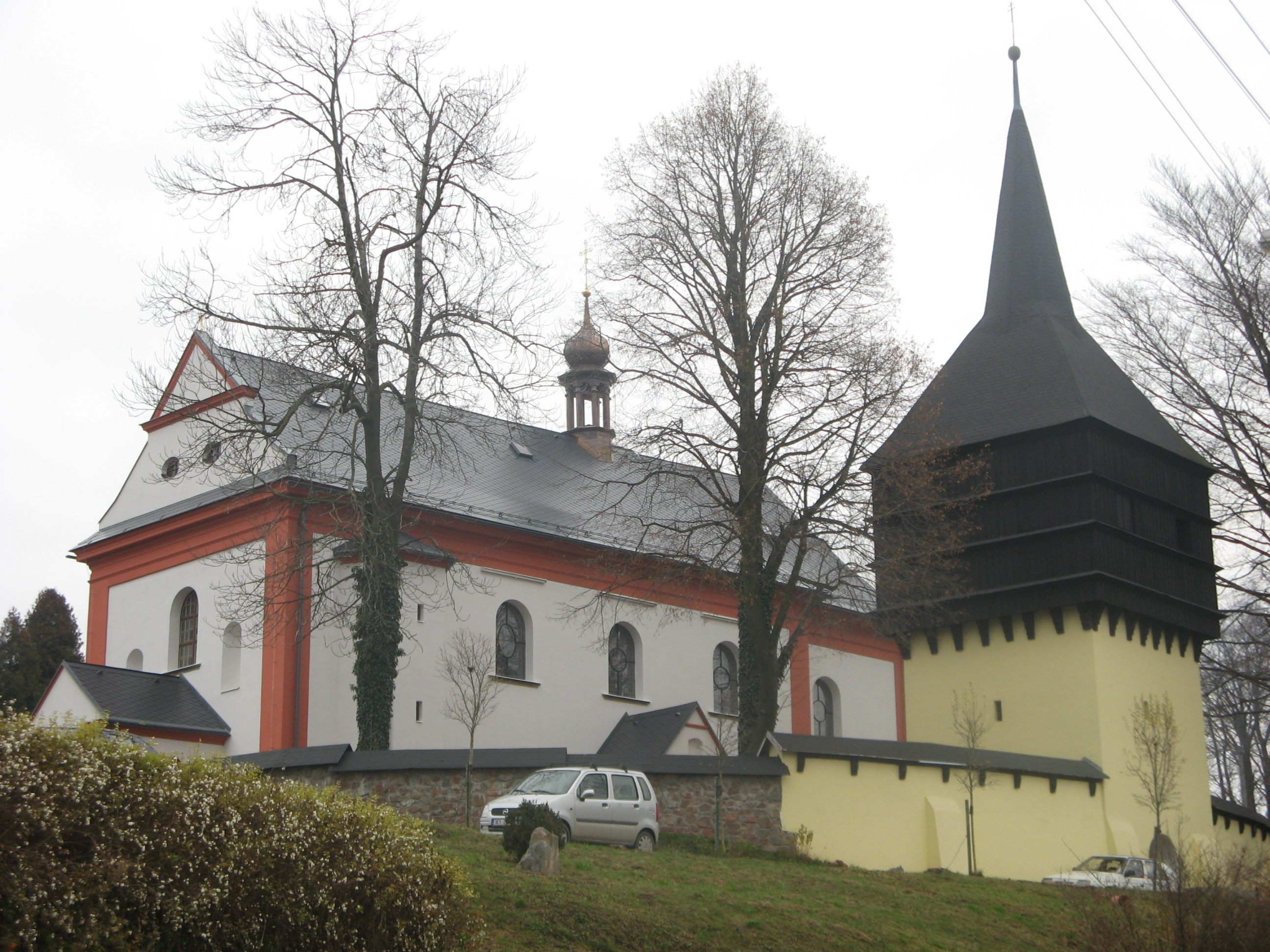
Église Sainte-Marie-Magdelaine.

## Transports
Par la route, Kamenná Horka se trouve à 7 km de Svitavy, à 83 km de Pardubice et à 196 km de Prague. 